# Ctenomys maulinus
El tuco-tuco de Maule (Ctenomys maulinus) es una especie de roedor de la familia Ctenomyidae que vive en Chile y Argentina. Debe su nombre a que el ejemplar tipo fue recolectado en los alrededores de la laguna del Maule.